# Anton Granatier
Anton Granatier (20. března 1894, Krušetnica – 6. únor 1954) byl slovenský národnostní činovník, ve 30. letech 20. století propagátor tématu zahraničních krajanů, v poválečné době byl jedním z hlavních strůjců repatriace a reemigrace Slováků z Rumunska a Maďarska.

## Život
Byl jedním z československých legionářů v Rusku, později učitelem, redaktorem, tajemníkem slovenské odbočky kulturně-politické organizace Národní rady československé, tajemníkem spolku pro postavení pomníku M. R. Štefánikovi na Bradle, tajemníkem statistického úřadu, za 2. světové války členem ilegální Obrany národa, později členem Demokratické strany, členem reslovakizační komise, přednostou odboru Osídlovacího úřadu pro Slovensko, poslancem a místopředsedou Slovenské národní rady.